# Ezequiel Scarione
Ezequiel Óscar Scarione (José Clemente Paz, 14 juli 1985) is een Argentijns voormalig voetballer die doorgaans speelde als middenvelder. Tussen 2002 en 2023 was hij actief voor Boca Juniors, Deportivo Cuenca, FC Thun, FC Luzern, St. Gallen, Kasımpaşa, Maccabi Tel Aviv, Göztepe, Ankaragücü en Moralo.

## Clubcarrière
Scarione speelde in de jeugdopleiding van Boca Juniors. Tussen 2002 en 2004 kwam hij uit in het eerste elftal, waarvoor hij twee competitiewedstrijden speelde. Na deze periode werd de Argentijn verkocht aan Deportivo Cuenca. Ook daar speelde hij twee jaar, nu kwam hij tot drieëntwintig duels in de competitie. In 2006 maakte de middenvelder de overstap naar FC Thun in Zwitserland. Met die club degradeerde Scarione in zijn tweede seizoen uit de Super League.
Een halfjaar na de degradatie nam FC Luzern hem op huurbasis over voor de duur van zes maanden. Na zijn terugkeer hielp hij Thun met achttien doelpunten aan de titel in de Challenge League, waardoor de club weer promoveerde. De Argentijn kwam hierna nog een halfjaar uit voor Thun, voor hij in overgenomen werd door St. Gallen. Bij zijn nieuwe club kwam de middenvelder in zijn eerste seizoenshelft tot twee treffers in vijftien wedstrijden. De twee jaargangen erop was hij productiever, met respectievelijk vijftien en eenentwintig treffers in de competitie. In 2012 won hij opnieuw de Challenge League.
Na tweeënhalf jaar St. Gallen werd Scarione aangetrokken door Kasımpaşa, dat circa 2,8 miljoen euro betaalden voor de overgang. De speler tekende voor drie jaar in Turkije. Drie seizoenen lang speelde hij in rond de dertig competitieduels mee en telkens wist hij vaker dan tienmaal per jaargang doel te treffen.
Toen zijn verbintenis afliep in de zomer van 2016, verkaste de Argentijn naar Maccabi Tel Aviv, waar hij zijn handtekening zette onder een verbintenis voor de duur van twee seizoenen. Een jaar later werd Göztepe zijn nieuwe club. Scarione stapte in januari 2019 over naar Ankaragücü. Vanaf de zomer van 2020 zat de Argentijn twee seizoenen zonder club, voor hij tekende bij Moralo. Scarione besloot na zijn vertrek daar op zevenendertigjarige leeftijd een punt achter zijn actieve loopbaan te zetten.

## Clubstatistieken
| Seizoen | Club             | Competitie       | Competitie | Competitie | Beker | Beker | Internationaal | Internationaal | Totaal | Totaal |
| Seizoen | Club             | Competitie       | Wed.       | Dlp.       | Wed.  | Dlp.  | Wed.           | Dlp.           | Wed.   | Dlp.   |
| ------- | ---------------- | ---------------- | ---------- | ---------- | ----- | ----- | -------------- | -------------- | ------ | ------ |
| 2006/07 | FC Thun          | Super League     | 11         | 1          | 0     | 0     | —              | —              | 11     | 1      |
| 2007/08 | FC Thun          | Super League     | 31         | 6          | 4     | 2     | —              | —              | 35     | 8      |
| 2008/09 | FC Thun          | Challenge League | 13         | 6          | 3     | 1     | —              | —              | 16     | 7      |
| 2008/09 | → FC Luzern      | Super League     | 16         | 1          | 2     | 0     | —              | —              | 18     | 1      |
| 2009/10 | FC Thun          | Challenge League | 28         | 18         | 4     | 2     | —              | —              | 32     | 20     |
| 2010/11 | FC Thun          | Super League     | 18         | 7          | 1     | 1     | —              | —              | 19     | 8      |
| 2010/11 | St. Gallen       | Super League     | 15         | 2          | 0     | 0     | —              | —              | 15     | 2      |
| 2011/12 | St. Gallen       | Challenge League | 30         | 15         | 2     | 1     | —              | —              | 32     | 16     |
| 2012/13 | St. Gallen       | Super League     | 36         | 21         | 1     | 1     | —              | —              | 37     | 22     |
| 2013/14 | Kasımpaşa        | Süper Lig        | 34         | 16         | 2     | 0     | —              | —              | 36     | 16     |
| 2014/15 | Kasımpaşa        | Süper Lig        | 32         | 13         | 1     | 1     | —              | —              | 33     | 14     |
| 2015/16 | Kasımpaşa        | Süper Lig        | 28         | 11         | 0     | 0     | —              | —              | 28     | 11     |
| 2016/17 | Maccabi Tel Aviv | Ligat Ha'Al      | 19         | 5          | 9     | 1     | 7              | 4              | 35     | 10     |
| 2017/18 | Göztepe          | Süper Lig        | 17         | 2          | 0     | 0     | —              | —              | 17     | 2      |
| 2018/19 | Göztepe          | Süper Lig        | 0          | 0          | 0     | 0     | —              | —              | 0      | 0      |
| 2018/19 | Ankaragücü       | Süper Lig        | 5          | 0          | 0     | 0     | —              | —              | 5      | 0      |
| 2019/20 | Ankaragücü       | Süper Lig        | 14         | 4          | 0     | 0     | —              | —              | 14     | 4      |
| Totaal  | Totaal           | Totaal           | 347        | 140        | 27    | 9     | 7              | 4              | 380    | 153    |

## Erelijst
| Competitie       |         |         |         |         |
| Competitie       | Aantal  | Jaren   |         |         |
| FC Thun          | FC Thun | FC Thun | FC Thun | FC Thun |
| ---------------- | ------- | ------- | ------- | ------- |
| Challenge League | 1       | 2009/10 |         |         |
| St. Gallen       |         |         |         |         |
| Challenge League | 1       | 2011/12 |         |         |